# Epiplatys olbrechtsi
 Epiplatys olbrechtsi és una espècie de peix de la família dels aploquèilids i de l'ordre dels ciprinodontiformes.

## Morfologia
Els mascles poden assolir els 8 cm de longitud total.

## Distribució geogràfica
Es troba a Àfrica: Libèria, Costa d'Ivori i Guinea.